# Krajcar Breg
Krajcar Breg – wieś w Chorwacji, w żupanii istryjskiej, w gminie Žminj. W 2011 roku liczyła 50 mieszkańców.